# Cuilo
Cuilo (auch Cuílo) ist eine Kleinstadt und ein Landkreis im Nordosten Angolas.
Namensgeber ist der Fluss Kwilu (portugiesisch: Cuilo).

## Verwaltung
Cuilo ist Sitz eines gleichnamigen Kreises (Município) der Provinz Lunda Norte. Im Kreis leben etwa 50.000 Einwohner (Schätzung 2012). Die Volkszählung 2014 soll fortan gesicherte Bevölkerungsdaten liefern.
Der Kreis Cuilo setzt sich aus zwei Gemeinden (Comunas) zusammen:
- Caluango
- Cuilo